# Drill
|  | Per a altres significats, vegeu «Drill (EP)». |

La música drill (també: drill scene, drill-trap), és un estil de música Trap que es va originar als barris del sud de Chicago (South Side) a principis dels anys 2010. Es defineix pel seu contingut líric fosc, violent, nihilista i per les seves percussions palesament influïdes pel trap.
El drill es va escampar per les xarxes d'Amèrica del Nord a mitjan 2012 després de l'èxit de rapers i productors com Chief Keef, King Von, Lil Durk, Fredo Santana, SD Lil Reese i Young Chop, que tenien molts fans locals i una presència important a Internet. A continuació, els mitjans de comunicació la van guaitar i els músics de drill van signar amb discogràfiques importants. Artistes del gènere han destacat pel seu estil de lirisme i per la seva associació amb la delinqüència a Chicago.
Un subgènere regional, el drill britànic, va sorgir a Londres, particularment al districte de Brixton, a partir del 2012. El drill del Regne Unit va assolir protagonisme a mitjans dels anys 2010 i ha influït en la creació d'altres escenes regionals, com ara el drill australià i irlandès.

## Característiques

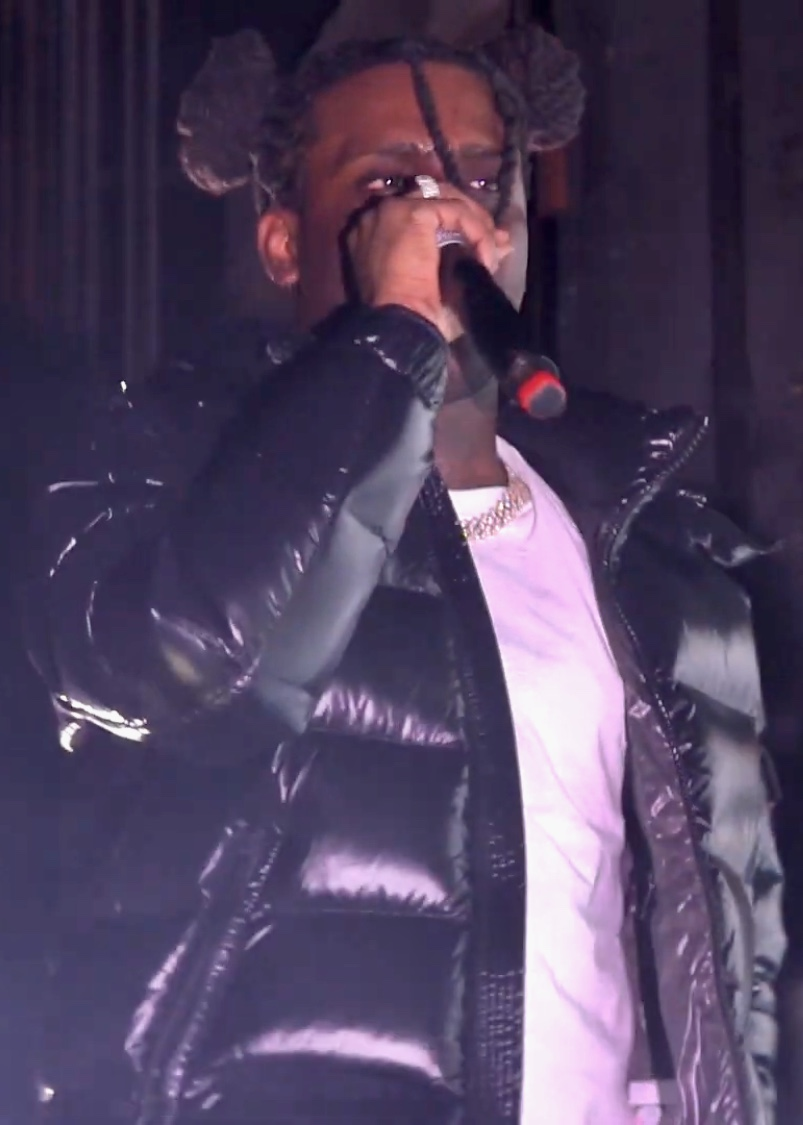
Chief Keef (foto de gener de 2020) ha estat el raper que ha fet el drill internacional gràcies a l'èxit de cançons com ara I Don't Like i Love Sosa, del 2012

La lletra del drill se centra en la dura vida a Chicago cada dia. Lucy Stehlik (The Guardian), explica «El Drill nihilista reflecteix la vida actual, on els seus homòlegs del hip hop han fracassat». Les lletres del drill divergeixen fortament de les primeres rapers de Chicago, com Common i Twista, més inclinats cap al rap polític o rap conscient. i el popular hip-hop contemporani, que amb l'ascens del drill semblaria glorificar i celebrar un guany en riquesa musical. Les lletres del drill reflecteixen normalment la llei del carrer i se centren en temes foscos, nihilistes, realistes i violents. Els rapers drill usen la tecnologia Auto-Tune. Els rapers originaris d'Atlanta: Gucci Mane i Waka Flocka Flame influïren significativament en la música drill. Compartint algunes similituds amb la música Trap, el ritme del Drill és més lent i va acompanyat d'un ritme moderat, oscil·lant entre 130 i 150 BPM. Els drillers són habitualment joves; la majoria de músics d'aquesta escena criden l'atenció mentre encara són adolescents. Un d'aquests músics, Chief Keef, només tenia 16 anys quan va signar un contracte de 6 milions de dòlars amb Interscope. El driller Lil Wayne va fer una versió d'una cançó de Lil Mouse, raper de Chigago Sud, que començà a cantar amb dotze anys. Artistes femenines com ara Sasha Go Hard aconsegueixen debutar en l'escena de Chicago.

## Drill del Regne Unit
L'anomenat UK Drill o Hip Hop britànic és un subgènere de drill i road rap que es va originar al districte sud-londinenc de Brixton des del 2012 en endavant.
Influits per l'estil de la música drill de Chicago, els artistes del Regne Unit sovint versen sobre estils de vida criminals violents i hedonistes. Típicament, els que creen aquest estil de música estan afiliats a bandes de carrer o provenen de barris deprimits socioeconòmicament on la criminalitat és una forma de vida per a molts. La música drill britànica està fortament relacionada amb el rap road, un estil britànic de gangsta rap que es va popularitzar en els anys anteriors a l'existència del drill. Musicalment, el drill del Regne Unit sovint presenta un llenguatge violent, una varietat de descàrregues lingüístiques i de les ferotges rivalitats que desperten. Entre els pioners destacats s'inclouen les colles 150 i 67 (codis postals amb seu a Brixton o a l'entorn) i 86. Des del 2016, han sorgit grups més moderns com 814, Silwood Nation, Block 6, Y.ACG, Zone 2, BSide, Moscow17, CGM (Antigament 1011), 12World, SMG, OFB, NPK i els Spartans de Harlem. Els grups de drill del Regne Unit es basaven en plataformes d'Internet per distribuir la seva música, sobretot a YouTube, on plataformes com Link-Up TV, GRM Daily, SB.TV, Mixtape Madness, PacMan TV i PressPlay Media han ajudat diversos grups a reunir milers, a vegades milions, de visualitzacions. El drill del Regne Unit ha desenvolupat un estil de producció diferent al de Chicago, prenent influència de gèneres britànics anteriors com el grime i el garatge del Regne Unit, tant que ha estat anomenat New Grime i el productor de drill Carns Hill ha comentat que necessita un nou nom. Tot i això, Mazza, productor de drill britànic, no estava d'acord amb l'etiqueta nou grime, mantenint que tot i que el drill i el grime comparteixen la mateixa energia, cruesa i es van originar d'una manera similar, els dos gèneres són diferents en la seva forma musical. Sengles gèneres utilitzen un tempos d'aproximadament 140 bpm. El drill del Regne Unit és generalment més ràpid que el seu homòleg de Chicago. Els instrumentals solen tenir un baix lliscant, cops de puny i melodies fosques. AXL Beats va explicar que els 808 i els snares (caixa-tambor) de ritme ràpid són derivats de la música grime.
Els grups de drill britànic sovint s'enganxen en disputes entre ells, de vegades violentes, dedicant-se múltiples cançons insultants. Notables disputes han estat Zone 2 versus Moscow 17, 150 versus 67 OFB/NPK versus WG/N9 and SMG versus 814 (un membre de 814, Showkey, fou apunyalat fins a la mort en 2016 en un incident aïllat).

### Debat sobre el tractament explícit dels temes
Les lletres de les cançons, les imatges dels vídeos i a vegades l'actitud personal, carregada de violència, consum de drogues i sexe, sense censura han obert el debat en Gran Bretanya sobre la tolerància a aquest gènere musical. L'accepció en anglès del verb «to drill» indica matar algú a trets, cosa que reforça l'associació del gènere musical amb la violència i les bregues entre bandes. La policia britànica ha demanat a la plataforma Youtube que elimine tots els vídeos possibles d'aquesta variant del trap, ja que asseguren que tots ells estan relacionats amb l'auge de la criminalitat.

## El drill a França
Durant una època se li va criticar al rap francès un excés d'imitació al rap nord-americà. Però amb els anys, l'adopció de nous estils com el reggeton i el trap, fusionats amb estils propis i músiques electròniques van acabar donant-li personalitat pròpia als rapers. En un principi hi hagué una adaptació directa d'un so americà en voga (el trap a la francesa de 2013-2015). Les especificitats franceses han demostrat la seva efectivitat (Reggaeton, Afrotrap, etc.). El drill francès ha tingut uns inicis: Decimo (Mantes la Jolie), 1Pliké140, Gazo, Ziak, Negrito, o membres de col·lectius més grans com ara CZ8, Chivas Gang, Lyonzon o els 667, i Kekra. Posteriorment, aparegueren Rim’K, Sch, Hamza, Ninho, Lacrim, Bosh i Kalash Criminel, Flem, Ziak, Ashe 22, Freeze Corleone, Gazo.

## El drill a Catalunya
El grup de Trap PAWN Gang té algunes cançons que ells mateixos qualifiquen de drill. Han estat referent d'algun altre grup o cantant. Dos cantants, GB01 i GhettoBoy apareixen en actuacions en directe qualificats com a drillers. Com a figura femenina, hom troba Somadamantina. Algunes persones també consideren drillers alguns rapers com l'hospitalenc Morad.